# Zale edusina
Zale edusina là một loài bướm đêm trong họ Erebidae.